# Ágios Stéfanos (Mykonos)
Pour les articles homonymes, voir Ágios Stéfanos.
Ágios Stéfanos (en grec moderne : Άγιος Στέφανος), est un village sur l'île de Mykonos, en  Grèce.
Selon le recensement de 2011, la population du village compte 178 habitants.